# Ari Koukouri
Ari Koukouri (auch: Arikoukouri, Ari Koukouri I) ist ein Dorf in der Stadtgemeinde N’Guigmi in Niger.

## Geographie
Das von einem traditionellen Ortsvorsteher (chef traditionnel) geleitete Dorf liegt am früheren Ufer des geschrumpften Tschadsees. Es befindet sich rund 34 Kilometer südlich des urbanen Zentrums von N’Guigmi, das zum gleichnamigen Departement N’Guigmi in der Region Diffa gehört. Zu den Siedlungen in der näheren Umgebung von Ari Koukouri zählen Barwa im Südosten und N’Galéwa im Nordwesten.

## Geschichte
Das Dorf war von den Aktivitäten der Terrorgruppe Boko Haram betroffen. Die Nichtregierungsorganisation Action Pour le Bien-Être (APBE) errichtete ab 6. September 2015 gemeinsam mit dem UNHCR 500 Unterkünfte für vor der Gewalt geflohene Menschen in Ari Koukouri und zwei weiteren Dörfern. Am 8. September 2015 wurde Ari Koukouri von einer bewaffneten Boko-Haram-Gruppe angegriffen. Bei einem weiteren Angriff in der Nacht vom 20. auf den 21. Juni 2016 auf Ari Koukouri und ein Nachbardorf wurden ein Imam getötet und die Lebensmittelvorräte der Einwohner erbeutet. Aus Ari Koukouri geflohene Menschen kamen im Juli 2017 in einem improvisierten Flüchtlingslager in Kabléwa an. Einer Erhebung im Juni 2018 zufolge waren mehr als 117 Haushalte aus Ari Koukouri von den Folgen der Gewalt tangiert. Das Armed Conflict Location and Event Data Project erfasste für das erste Quartal 2024 in der Region Diffa insgesamt 36 gewaltsame Konfliktfälle mit 70 Toten und nannte Ari Koukouri unter den betroffenen Orten.

## Bevölkerung
Bei der Volkszählung 2012 hatte Ari Koukouri 1347 Einwohner, die in 234 Haushalten lebten. Bei der Volkszählung 2001 betrug die Einwohnerzahl 195 in 42 Haushalten und bei der Volkszählung 1988 belief sich die Einwohnerzahl auf 299 in 81 Haushalten.
Im Dorf leben Angehörige der ethnischen Gruppe der Sugurti.

## Wirtschaft und Infrastruktur
In Ari Koukouri wird ein Wochenmarkt abgehalten. Der Markttag ist Donnerstag. Mit einem Centre de Santé Intégré (CSI) ist ein Gesundheitszentrum vorhanden. Es gibt eine Schule. Das nigrische Unterrichtsministerium richtete 1996 gemeinsam mit dem Welternährungsprogramm der Vereinten Nationen zahlreiche Schulkantinen in von Ernährungsunsicherheit betroffenen Zonen ein, darunter eine für Kinder transhumanter Hirten in Ari Koukouri.